# Chorągiew Mazowiecka ZHP
Chorągiew Mazowiecka ZHP im. Władysława Broniewskiego – jednostka terenowa Związku Harcerstwa Polskiego.
Działa na terenie województwa mazowieckiego z wyłączeniem miasta stołecznego Warszawy i okolicznych powiatów, gdzie funkcjonuje Chorągiew Stołeczna ZHP. Siedzibą władz Chorągwi jest Płock.
Bohaterem Chorągwi jest Władysław Broniewski – polski poeta urodzony w Płocku, przedstawiciel liryki rewolucyjnej, żołnierz.

## II Rzeczpospolita
- W okresie od jesieni 1928 do grudnia 1929 komendantem chorągwi był hm. Aleksander Kamiński.

## Działalność po II wojnie światowej
Od 1977 roku, Chorągiew jest organizatorem Ogólnopolskiego Harcerskiego Rajdu Wisła. W 2023 roku odbyła się 46 edycja rajdu. 

## Władze chorągwi
Komenda Chorągwi wybrana na zjeździe nadzwyczajnym 24 czerwca 2023 w składzie:
- hm. Michała Bagińskiego - Komendant Chorągwi

- dh. Magdalena Nowak – Skarbnik Chorągwi,
- hm. Edyta Ręczkowska – Zastępca komendanta chorągwi ds. programu i pracy z kadrą,
- hm. Anna Habaj – Zastępca komendanta chorągwi ds. wsparcia hufców,
- hm. Piotr Rzeczkowski- Zastępca komendanta chorągwi ds. rozwoju specjalności,
- phm. Dariusz Piętka – Zastępca komendanta chorągwi ds. majątku.

## Chorągiew Mazowiecka obecnie

### Wykaz hufców w 2023
W 2023 roku w Chorągiew tworzyło 25 hufców oraz 1 Krąg Instruktorski:
1. Ciechanów
2. Doliny Liwca" w Węgrowie  im. hm. Edmunda Zarzyckiego
3. Gostynin im. Andrzeja Małkowskiego -
4. Grójec im. Szarych Szeregów
5. Jaktorów im. Grupy "Kampinos" AK
6. Lipsko  im. Bohaterów Chotczy
7. "Mazowsze" w Mińsku Mazowieckim im. 1 PLM
8. "Mazowsze" w Płocku  im. Szarych Szeregów
9. Maków Mazowiecki im. Szarych Szeregów
10. Mława im. K. H. Sokalskiego
11. Mszczonów im. 31 płk. Strzelców Kaniowskich
12. Ostrołęka im. gen. J. Bema
13. "Podlasie" w Siedlcach  im. Henryka Sienkiewicza
14. Płock im. Obrońców Płocka 1920 roku
15. Płońsk im. phm. Czasława Markiewicza
16. Przasnysz im. Janusza Korczaka
17. Przysucha
18. Radom - miasto
19. Radom - powiat
20. "Rój Promienistych" w Wyszkowie im. Tadeusza Zawadzkiego "Zośki"
21. Sierpc im. Janusza Korczaka
22. Sochaczew  im. Żołnierzy II Batalionu 18 Pułku Piechoty
23. Sokołów Podlaski im. Janusza Korczaka
24. Żuromin
25. Żyrardów im. Harcerzy Młodego Lasu
26. Krąg "Z Tumskiego Wzgórza" im. Macieja Zaborowskiego

### Wykaz hufców w 2019
Chorągiew tworzy 26 hufców (2019). Stan organizacyjny na dzień 1 stycznia 2010 roku wynosił 4612 osób.
Hufce:
1. Ciechanów
2. „Doliny Liwca” w Węgrowie
3. Gostynin
4. Grójec
5. Jaktorów
6. Lipsko
7. „Mazowsze” Mińsk Mazowiecki
8. „Mazowsze” Płock
9. Maków Mazowiecki
10. Mława
11. Mszczonów
12. Ostrołęka
13. „Podlasie” w Siedlcach
14. Pionki
15. Płock
16. Płońsk
17. Przasnysz
18. Przysucha
19. Radom-miasto
20. Radom-powiat
21. Sierpc
22. Sochaczew
23. Sokołów Podlaski
24. Wyszków
25. Żuromin
26. Żyrardów

## Hymn Chorągwi
Hymnem Chorągwi jest piosenka napisana w roku 1982 dla ówczesnej Chorągwi Płockiej ZHP, dostosowana w słowach i nutach do Chorągwi Mazowieckiej. Utwór zaśpiewany i nagrany został przez  warszawski, męski chór „Harfa” a także śpiewany jest na bieżąco przez Harcerski Zespół Pieśni i Tańca „Dzieci Płocka”. Jest to jeden utworów Jana Chojnackiego. Żadna z kilkunastu chorągwi w Polsce nie ma swojego hymnu.
Tekst:
Urzekły nas Mazowsza piaski,
dolina Wisły, za Wisłą las,
rodzinnej ziemi cienie, blaski –
wszystko co wokół nas…
Refren:
By częściej śpiewać, by mocniej żyć,
by wiedzieć, że i co należy,
związała nas serdeczna nić
Mazowieckiej Chorągwi Harcerzy…
Kochamy nasze miasta, wioski,
wszystko co człowiek, wszystko co czas,
na Tumskim Wzgórzu ślad piastowski,
wszystko co łączy nas…
Nasze obozy i ogniska zaniosą w Polskę,
że my, że tak, że chcemy lepiej, mądrzej, z bliska,
by poznać dokąd, jak.